# Diccionari Històric de Suïssa
El Diccionari històric de Suïssa (DHS) és una enciclopèdia de la història de Suïssa que té com a objectiu fer accessibles els resultats de les investigacions modernes a un públic més ampli.
L'enciclopèdia es publica per una fundació sota el patronatge de l'Acadèmia suïssa d'humanitats i ciències socials (SAGW / ASSH) i la Societat històrica suïssa (SGG-SHH), i és finançada per beques nacionals de recerca. A més d'una trentena d'empleats a l'oficina central, hi contribueixen uns tres-cents consellers acadèmics, 2500 historiadors i un centenar de traductors.
L'enciclopèdia està editada simultàniament en tres de les llengües oficials de Suïssa: alemany (Historisches Lexikon der Schweiz - HLS), francès (Dictionnaire Historique de la Suisse - DHS) i italià (Dizionario Storico della Svizzera - DSS). Els primers dotze volums es van publicar el 2002. Es planeja editar un nou volum anualment. També es va publicar un volum simple amb una selecció d'articles en romanx (Lexicon Istoric RETICS - LIR).
Les més de quranta mil entrades s'agrupen en biografies de persones i nissagues, articles sobre llocs (municipis, cantons, altres estats, fortaleses, emplaçaments d'interès arqueològic i articles sobre fenòmens i termes històrics, institucions i esdeveniments.
L'edició en línia està disponible des de 1998. Es pot accedir, gratuïtament, a tots els articles de l'edició impresa, però no a les il·lustracions.